# ساهر (اسم)
ساهر هو اسم علم مذكر من أصل عربي، ومعناه هو الذي لم ينم عن أرق أو غير ذلك.

## شخصيات تحمل الاسم
- ساهر
- ساهر الأقرع
- ساهر السريحي (29 أبريل 1998 – )

## وصلات خارجية
- موسوعة السلطان قابوس لأسماء العرب نسخة محفوظة 5 أبريل 2019 على موقع واي باك مشين.